# Gustaf Vasa församling
Gustaf Vasa församling (stavas av SCB som Gustav Vasa församling) är en församling som utgör ett eget pastorat i Domkyrkokontraktet i Stockholms stift i Svenska kyrkan. Församlingen ligger vid Odenplan i Stockholms kommun i Stockholms län.

## Administrativ historik
Församlingen bildades 1 maj 1906 genom en utbrytning ur Adolf Fredriks församling och har därefter utgjort ett enförsamlingspastorat.

## Areal
Gustaf Vasa församling omfattade den 1 januari 1976 en areal av 0,8 kvadratkilometer, varav 0,8 kvadratkilometer land.

## Kyrkoherdar
| Ämbetstid | Namn            | Levnadstid | Övrigt |
| --------- | --------------- | ---------- | ------ |
| 1907–1936 | Emil Hallberg   | 1856–1944  |        |
| 1938–     | Gustaf Ankar    | 1877–1968  |        |
| 1958–1970 | Sigvard Öhrvall | 1909–      | [ 8 ]  |

### Förste komministrar
| Ämbetstid | Namn                     | Levnadstid | Övrigt                                      |
| --------- | ------------------------ | ---------- | ------------------------------------------- |
| 1906–1914 | Gustaf Ring              | 1850–1914  |                                             |
| 1916      | Karl Frithiof Gasslander | 1869–1916  |                                             |
| 1918–1925 | Johannes Lindgren        | 1874–1947  | Senare kyrkoherde i Engelbrekts församling. |
| 1925–1938 | Gustaf Ankar             | 1877–1968  | Senare kyrkoherde i församlingen.           |
| 1939–     | Arvid Lund               | 1891–1966  |                                             |
| 1969–1970 | Gösta Landin             | 1906–      | [ 8 ]                                       |

### Andre komministrar
| Ämbetstid | Namn              | Levnadstid | Övrigt |
| --------- | ----------------- | ---------- | ------ |
| 1925–     | Johan Emil Edsman | 1878–      |        |

## Organister
Lista över organister.
| Ämbetstid | Namn             | Levnadstid | Övrigt    |
| --------- | ---------------- | ---------- | --------- |
| 1898      | O. L. Blom       |            | Organist  |
| 1907-1956 | Otto Olsson      | 1879-1964  | Organist  |
| 1957-1964 | Nils Börge Björk | 1907-      | Organist. |
| 1971-2005 | Erik Lundkvist   |            | Organist  |

## Kyrkobyggnader
- Gustaf Vasa kyrka
- Lillkyrkan & Columbariet
- Sabbatsbergs kyrka

### Församlingshemmet
Församlingshemmet ligger på Västmannagatan 63. Huset ritades av Hagström & Ekman och uppfördes av församlingen 1907-09.